# 18 Live
18 Live är det tredje livealbumet från den polska sångerskan Ewa Farna. Det släpptes den 28 november 2011 på tjeckiska. En polsk version med titeln Live släpptes också i november. Materialet spelades in under en konsert i Brno och släpptes både på CD och DVD.

## Låtlista

### CD
1. Měls mě vůbec rád - 4:43
2. Boží mlejny melou - 4:24
3. Bez tebe to zkouším - 4:03
4. Toxique girls - 4:36
5. Břehy ve tmách - 5:27
6. Nebojim se - 4:59
7. Ticho - 4:55
8. Maska - 3:45
9. Sama Sobě - 4:40
10. Vyřvi se! - 3:48
11. Toužím - 4:21
12. Déšť - 5:51

### DVD
1. Měls mě vůbec rád
2. Boží mlejny melou
3. Jaký to je
4. Bez tebe to zkouším
5. Směj se
6. Toxique girls
7. La la laj
8. Ty jsi král
9. Břehy ve tmách
10. Nebojim se
11. Ponorka
12. Ticho
13. Kdo víc dá?
14. Virtuální
15. Maska
16. Sama Sobě
17. Jen Tak
18. Obrazová víla
19. Vyřvi se!
20. Toužím
21. Déšť

## Listplaceringar
| Lista (2011) | Topplacering |
| ------------ | ------------ |
| Tjeckien     | 6            |